# Dominik Meffert
Dominik Meffert (Mayen, 9 de abril de 1981) es un tenista profesional alemán. 

## Carrera
Su ranking individual más alto lo alcanzó el 30 de enero de 2012, cuando trepó hasta el lugar N.º 161. En la modalidad de dobles alcanzó el puesto N.º 91 el 9 de marzo de 2015.
Ha ganado hasta el momento 18 títulos de la categoría ATP Challenger Series, siendo cuatro de ellos en la modalidad de individuales y los catorce restantes en dobles.

### 2014
Alcanzó las semifinales en el Torneo de Stuttgart junto a su compatriota Peter Gojowczyk, perdiendo ante la pareja formada por el español Guillermo García-López y el austríaco Philipp Oswald por 10-8 en el Tie break. El 17 de agosto ganó su decimoctavo título challenger, decimocuarto en la modalidad de dobles en el Challenger de Meerbusch disputado en Alemania. Junto a su compatriota Matthias Bachinger derrotaron en la final a Maoxin Gong y Hsien-yin Peng por 6-3, 3-6, 10-6

## Títulos; 18 (4 + 14)
| Leyenda                        | Individuales | Dobles |
| ------------------------------ | ------------ | ------ |
| Grand Slam (tenis)\|Grand Slam | 0            | 0      |
| ATP World Tour Finals          | 0            | 0      |
| ATP World Tour Masters 1000    | 0            | 0      |
| ATP World Tour 500 Series      | 0            | 0      |
| ATP World Tour 250 Series      | 0            | 0      |
| ATP Challenger Series          | 4            | 14     |

### Individuales
| N.º | Fecha      | Torneo                    | Superficie    | Oponente en la final | Resultado      |
| --- | ---------- | ------------------------- | ------------- | -------------------- | -------------- |
| 1.  | 17.08.2009 | Challenger de Ginebra     | Tierra batida | Benjamin Balleret    | 6-3, 6-1       |
| 2.  | 19.04.2010 | Challenger de Curitiba    | Tierra batida | Ricardo Mello        | 6-4, 6-73, 6-2 |
| 3.  | 13.03.2011 | Challenger de Kyoto       | Carpeta (i)   | Cedrik-Marcel Stebe  | 4-6, 6-4, 6-2  |
| 4.  | 29.07.2012 | Challenger de Oberstaufen | Tierra batida | Nils Langer          | 6-4, 6-3       |

### Dobles
| N.º | Fecha      | Torneo                      | Superficie    | Pareja             | Oponentes en la final                | Resultado       |
| --- | ---------- | --------------------------- | ------------- | ------------------ | ------------------------------------ | --------------- |
| 1.  | 03.09.2006 | Challenger de Freudenstadt  | Tierra batida | Tomas Behrend      | Alexandre Sidorenko Mischa Zverev    | 7-5, 7-65       |
| 2.  | 22.01.2007 | Challenger de Durban        | Dura          | Rik De Voest       | Stephane Bohli Noam Okun             | 6-4, 6-2        |
| 3.  | 17.07.2010 | Challenger de Tanger        | Tierra batida | Steve Darcis       | Uladzimir Ignatik Martin Klizan      | 5-7, 7-5, 10-7  |
| 4.  | 12.04.2010 | Challenger de Pereira       | Tierra batida | Philipp Oswald     | Gero Kretschmer Alex Satschko        | 6-74, 7-66 10-5 |
| 5.  | 25.04.2010 | Challenger de Curitiba      | Tierra batida | Leonardo Tavares   | Ramón Delgado André Sá               | 3-6, 6-2, 10-4  |
| 6.  | 08.01.2011 | Challenger de Nouméa        | Dura          | Frederik Nielsen   | Flavio Cipolla Simone Vagnozzi       | 7-64, 5-7, 10-5 |
| 7.  | 12.03.2011 | Challenger de Kyoto         | Carpeta (i)   | Simon Stadler      | Andre Begemann James Lemke           | 7-5, 2-6, 10-7  |
| 8.  | 31.07.2011 | Challenger de Dortmund      | Tierra batida | Björn Phau         | Teymuraz Gabashvili Andrey Kuznetsov | 6-4, 6-3        |
| 9.  | 14.04.2013 | Challenger de Mersin        | Tierra batida | Andreas Beck       | Oleksandr Nedovyesov Radu Albot      | 5-7, 6-3, 10–8  |
| 10. | 04.05.2013 | Challenger de Túnez         | Tierra batida | Philipp Oswald     | Jamie Delgado Andreas Siljeström     | 3-6, 7-60, 10-7 |
| 11. | 08.06.2013 | Challenger de Caltanissetta | Tierra batida | Philipp Oswald     | Alessandro Giannessi Potito Starace  | 6-2, 6-3        |
| 12. | 28.07.2013 | Challenger de Oberstaufen   | Tierra batida | Philipp Oswald     | Stephan Fransen Artem Sitak          | 6-1, 3-6, 14-12 |
| 13. | 06.04.2014 | Challenger de Saint-Brieuc  | Dura (i)      | Tim Pütz           | Victor Baluda Philipp Marx           | 6-4, 6-3        |
| 14. | 17.08.2014 | Challenger de Meerbusch     | Tierra        | Matthias Bachinger | Maoxin Gong Hsien-yin Peng           | 6-3, 3-6, 10-6  |